# Plattenseeoffensive
1941: Białystok-Minsk – Dubno-Luzk-Riwne – Smolensk – Uman – Kiew – Odessa – Leningrader Blockade – Wjasma-Brjansk – Charkow – Rostow – Moskau – Tula

1942: Rschew – Charkow – Ljuban/Wolchow – Kertsch/Sewastopol – Fall Blau – Kaukasus – Stalingrad – Operation Mars

1943: Woronesch-Charkow – Operation Iskra – Nordkaukasus – Charkow – Kursk – Orjol – Donez-Mius – Donbass – Belgorod-Charkow – Smolensk – Dnepr – Kiew

1944: Dnepr-Karpaten – Leningrad-Nowgorod – Krim – Wyborg–Petrosawodsk – Operation Bagration – Lwiw-Sandomierz – Jassy–Kischinew – Belgrad – Petsamo-Kirkenes – Baltikum – Karpaten – Ungarn

1945: Kurland  – Weichsel-Oder – Ostpreußen – Westkarpaten – Niederschlesien – Ostpommern – Plattensee – Oberschlesien – Wien – Oder – Berlin – Prag
Als Plattenseeoffensive werden die letzten groß angelegten Angriffsoperationen der deutschen Wehrmacht im Zweiten Weltkrieg bezeichnet. Darunter fallen die Unternehmen unter dem Decknamen „Frühlingserwachen“ im Raum Plattensee – Velencer See – Donau, „Eisbrecher“ im Bereich südlich des Plattensees und „Waldteufel“ im Süden des Drau-Donau-Dreiecks. Von der Westfront wurden Verbände an den Plattensee in Ungarn gebracht, um den Vormarsch der Roten Armee in Richtung Wien zu stoppen. Das erfolglose Unternehmen dauerte vom 6. März bis zum Beginn der sowjetischen Gegenoffensive am 16. März 1945.

## Vorgeschichte

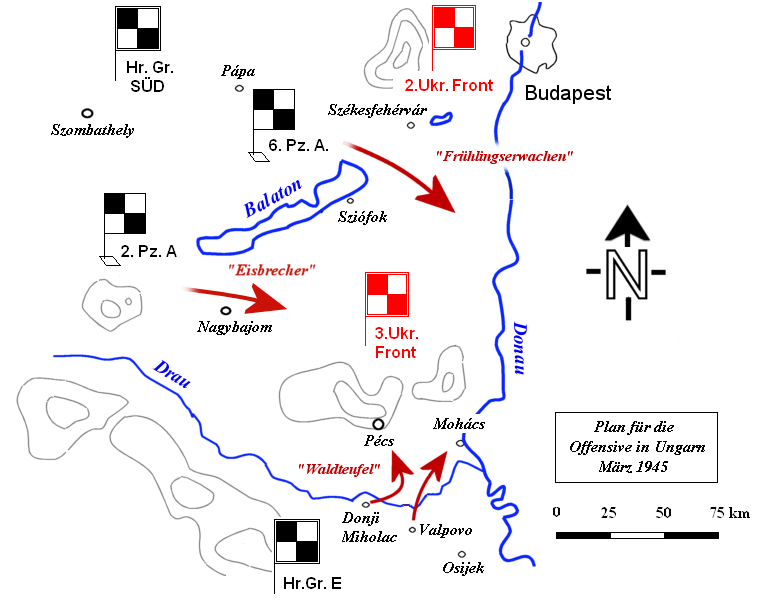
Geplanter Ablauf der Offensive in Ungarn im März 1945

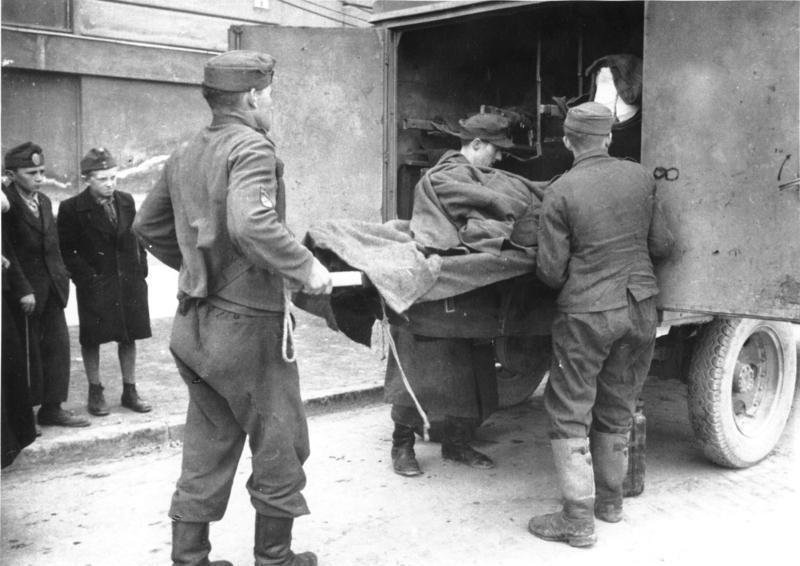
Verwundetentransport, Russische Befreiungsarmee

Der Roten Armee war es bis zum Jahresende 1944 gelungen, die Donau zu überschreiten und die ungarische Hauptstadt Budapest einzuschließen (→ Belagerung von Budapest), südlich des Plattensees war sie weit nach Westen vorgestoßen. Deutsche Gegenangriffe im Januar 1945 hatten daher vorrangig das Ziel, die Besatzung von Budapest (13. Panzer-Division, Panzergrenadier-Division Feldherrnhalle, 8. SS-Kavallerie-Division „Florian Geyer“, 22. SS-Freiwilligen-Kavallerie-Division sowie zahlreiche kleinere deutsche Einheiten und viele Verbände der ungarischen Armee) zu entlasten. Selbst der Einsatz der 3. SS-Panzer-Division „Totenkopf“ und der 5. SS-Panzer-Division „Wiking“ reichte jedoch nicht aus, um den Einschließungsring zu durchbrechen. Die Unternehmen „Konrad 3“ und „Südwind“ im Bereich südwestlich von Budapest konnten aber zumindest vorübergehend ein weiteres Vorgehen der Roten Armee in Richtung Westen verhindern.
Trotz der Kritik einiger deutscher Generäle (unter anderem Heinz Guderian) befahl Adolf Hitler, die nach dem Scheitern der Ardennenoffensive freiwerdende 6. Panzerarmee nicht an die Oder zur Verteidigung Berlins, sondern unter größtmöglicher Geheimhaltung nach Ungarn zu verlegen. Dieser Verband unter Führung des SS-Oberst-Gruppenführers Sepp Dietrich verfügte – zumindest auf dem Papier – mit der 1. SS-Panzer-Division Leibstandarte SS Adolf Hitler, der 2. SS-Panzer-Division „Das Reich“, der 9. SS-Panzer-Division „Hohenstaufen“ und der 12. SS-Panzer-Division „Hitlerjugend“ über hohen Kampfwert. Tatsächlich waren diese Divisionen jedoch schwer abgekämpft und nur notdürftig mit unerfahrenem Ersatz aufgefüllt. So war beispielsweise die Division „Das Reich“ in den vorangegangenen vier Jahren faktisch zweimal in der Sowjetunion aufgerieben worden. Von Juni 1944 bis Januar 1945 musste sie zudem die besonders verlustreichen Kämpfe an der Invasionsfront in der Normandie und die fehlgeschlagene Ardennenoffensive verkraften.
Aus Geheimhaltungsgründen wurde Sepp Dietrich während der Operation mit den Tarnnamen „Höherer Pionier-Führer Ungarn“ (lt. Hungváry) bzw. „Höherer Pionier-Führer Heeresgr. Süd“ adressiert. Die Tarnnamen wurden am 18. März wieder aufgehoben.
Als Hauptgrund für die Verlegung der 6. Panzerarmee nach Ungarn galt die Sicherung der dortigen Ölquellen und Treibstoffreserven für die deutsche Kriegswirtschaft. Laut dem damaligen Rüstungsminister Albert Speer waren große Teile der Förderanlagen jedoch längst durch Bombenangriffe zerstört worden. Die Raffinerien bei Komárom und Pét wurden am 14. März bzw. am 16. März 1945 durch alliierte Bomber zerstört und konnten bis dahin Treibstoff und Öl für eine Offensive an der ungarischen Front liefern. Da wegen der zerstörten Bahnanlagen kaum eine Möglichkeit zum Transport von Treibstoff bestand, erschien es plausibel, eine groß angelegte Panzeroffensive dort durchzuführen, wo Treibstofflager und Ölreserven vorhanden waren.
Beteiligt an der Großoffensive waren die Heeresgruppe Süd mit der ihr unterstellten 6. Armee (Armeegruppe „Balck“), der 2. Panzerarmee, der 6. Panzerarmee mit fünf ihr unterstellten Panzerdivisionen, die Heeresgruppe E und die Luftflotte 4.

## Gliederung der gegnerischen Kräfte
| 2. Ukrainische Front (Marschall Rodion Malinowski) |                                                                              | | |
|                                                    | 53. Armee (Generaloberst Iwan Mefodjewitsch Managarow)                       | | |
|                                                    |                                                                              | 24. Garde-Schützenkorps – Generalmajor Apollon Jakowljewitsch Kruse                                                     | |
|                                                    |                                                                              | | 1. Garde-Fallschirmdivision |
|                                                    |                                                                              | | 72. Garde-Schützendivision – Generalmajor Anatoli Iwanowitsch Losew, ab 25. März Oberst Grigori Batalow, ab 26. April Oberst Alexander Gawrilowitsch Pankow |
|                                                    |                                                                              | | 81. Garde-Schützendivision – Oberst Michail Andrejewitsch Orlow                                                                                             |
|                                                    |                                                                              | 49. Schützenkorps – Generalmajor Juri Nikititsch Terentjew                                                              | |
|                                                    |                                                                              | | 110. Garde-Schützendivision – Generalmajor Mihail Iwanowitsch Ogorodow                                                                                      |
|                                                    |                                                                              | | 375. Schützen-Division – Generalmajor W. D. Karpuchin |
|                                                    |                                                                              | 57. Schützenkorps – Generalleutnant Gani Bekinowitsch Safiulin                                                          | |
|                                                    |                                                                              | | 203. Schützendivision – Generalmajor Gabriel S. Zdanowitsch                                                                                                 |
|                                                    |                                                                              | | 227. Schützendivision – Generalmajor Georgi N. Preobraschenski                                                                                              |
|                                                    |                                                                              | | 228. Schützendivision – General Iwan Nikitowitsch Jesin |
|                                                    |                                                                              | 18. Garde-Schützenkorps – Generalmajor Lew Borisowitsch Sosedow, ab 6. April Generalleutnant Iwan Michailowitsch Afonin | |
|                                                    |                                                                              | | 52. Schützen-Division Generalmajor Leonid Miljaew |
|                                                    |                                                                              | | 109. Garde-Schützen-Division – Oberst Ilja Wasilewitsch Baldinow                                                                                            |
|                                                    |                                                                              | | 317. Schützen-Division – Oberst Boris W. Gushin, ab 13. 4. Oberst Mihail Ignatjewitsch Dobrowolski                                                          |
|                                                    |                                                                              | | 68. Schützen-Division – Generalmajor T. K. Kornejew |
|                                                    |                                                                              | | 66. Schützen-Division – Oberst F. K. Nesterow |
|                                                    | Garde-Kavallerie-Gruppe Plijew (Generalleutnant Issa Alexandrowitsch Plijew) | | |
|                                                    |                                                                              | 4. Kavallerie-Korps Generalleutnant Fedor Kamkow, später Generalmajor Wassili S. Golowskoi                              | |
|                                                    |                                                                              | | 9. Kavalleriedivision – Oberst Alexander Denissowitsch Gubar                                                                                                |
|                                                    |                                                                              | | 10. Kavalleriedivision – Generalmajor Sergei Trofimowitsch Schmujlo                                                                                         |
|                                                    |                                                                              | | 30. Kavalleriedivision – Oberst Grigori Iwanowitsch Reva |
|                                                    |                                                                              | 6. Kavallerie-Korps Generalleutnant Sergei V. Sokolow                                                                   | |
|                                                    |                                                                              | | 8. Kavalleriedivision – Generalmajor Dmitri Pawlow, später Gen. Dmitri N. Navlja                                                                            |
|                                                    |                                                                              | | 13. Kavalleriedivision – General Grigori Antonowitsch Belousow                                                                                              |
|                                                    |                                                                              | 4. mech. Korps Generalleutnant Wladimir Iwanowitsch Schdanow                                                            | |
|                                                    |                                                                              | | 14. mech. Brigade Oberst Nikodemus A. Nikitin |
|                                                    |                                                                              | | 15. mech. Brigade Oberstleutnant Michael A. Andrianow |
|                                                    |                                                                              | | 36. mech. Brigade Oberst Pjotr S. Schukow |
|                                                    |                                                                              | 7. Panzerkorps Generalmajor Fjodor G. Katkow                                                                            | |
|                                                    |                                                                              | | 16. Panzer-Brigade – Oberstleutnant Chaim Levikowitsch Jegudkin                                                                                             |
|                                                    |                                                                              | | 63. Panzer-Brigade – Oberstleutnant Mihail Mihailowitsch Prokofjew                                                                                          |
|                                                    |                                                                              | | 64. Panzer-Brigade – Oberstleutnant Iwan Nikitovich Ochakiwski                                                                                              |
|                                                    |                                                                              | | 41. mech. Brigade – Oberst Alexander Laptew |
|                                                    | 7. Gardearmee Generaloberst Michail Stepanowitsch Schumilow                  | | |
|                                                    |                                                                              | 27. Garde-Schützenkorps – Generalmajor Jewgeni Aljechin                                                                 | |
|                                                    |                                                                              | | 93. Garde-Schützen-Division – Oberst Pjotr Markowitsch Marolles                                                                                             |
|                                                    |                                                                              | | 141. Schützen-Division – Generalmajor Wassili N. Moloschajew                                                                                                |
|                                                    |                                                                              | 25. Garde-Schützenkorps Generalmajor Fjodor Afanasjewitsch Ostashenko                                                   | |
|                                                    |                                                                              | | 303. Schützendivision – Oberst Iwan D. Panow |
|                                                    |                                                                              | | 4. Garde-Schützen-Division – Oberst Nikolai Wladimirowitsch Jeremin                                                                                         |
|                                                    |                                                                              | | 409. Schützen-Division – Generalmajor Eustachi Petrowitsch Grechany                                                                                         |
|                                                    |                                                                              | 24. Garde-Schützenkorps Generalmajor Apollo Jakowlewitsch Kruze                                                         | |
|                                                    |                                                                              | | 6. Garde-Schützen-Division – Generalmajor Iwan Fedotowitsch Obuschenko                                                                                      |
|                                                    |                                                                              | | 72. Garde-Schützen-Division – Generalmajor Anatoli Iwanowitsch Losew                                                                                        |
|                                                    |                                                                              | | 81. Garde-Schützen-Division – Oberst Michail A. Orlow |
|                                                    |                                                                              | | 309. Schützendivision Oberst Boris Davidowitsch Lew |
|                                                    |                                                                              | | 27. mechan. Brigade Generalmajor Nikolai Moisejewitsch Brischinew                                                                                           |
|                                                    | 46. Armee Generalleutnant Alexander Wassiljewitsch Petruschewski             | | |
|                                                    |                                                                              | 75. Schützenkorps – Generalmajor Adrian Z. Akimenko                                                                     | |
|                                                    |                                                                              | | 53. Garde-Schützen-Division – Generalmajor Iwan Iwanowitsch Burlakin                                                                                        |
|                                                    |                                                                              | | 180. Schützen-Division – Oberst Ilija D. Andrjukow |
|                                                    |                                                                              | | 223. Schützen-Division – Oberst Ahnaw Gainutdinowitsch Sagitow                                                                                              |
|                                                    |                                                                              | | 108. Garde-Schützen-Division Oberst Sergei Illarionowitsch Dunajew, ab 11. März Oberst Dmitri Grigorjewitsch Piskunow                                       |
|                                                    |                                                                              | | 305. Schützen-Division – Generalmajor A. F. Wassiljew |
|                                                    |                                                                              | 68. Schützenkorps – Generalmajor Nikolai Nikolajewitsch Skodunowitsch                                                   | |
|                                                    |                                                                              | | 59. Garde-Schützen-Division – Generalmajor Georgi Petrowitsch Karamyschew                                                                                   |
|                                                    |                                                                              | | 297. Schützen-Division – Oberst Andrei Ignatjewitsch Kowtun-Stankewitsch                                                                                    |
|                                                    |                                                                              | 23. Schützenkorps – Generalmajor Mihail Frolowitsch Grigorowitsch                                                       | |
|                                                    |                                                                              | | 19. Schützen-Division – Oberst Stepan Wassiljewitsch Salychew                                                                                               |
|                                                    |                                                                              | | 99. Schützen-Division – Oberst Sachari Tatewosowitsch Derzjan                                                                                               |
|                                                    |                                                                              | | 316. Schützendivision – Oberst G. S. Tschebotarew |
|                                                    |                                                                              | | 252. Schützen-Division – Generalmajor Iwan Gorbatschow |
|                                                    |                                                                              | | 25. Garde-Schützen-Division – Generalmajor Alexander Michailowitsch Peremanow                                                                               |
|                                                    |                                                                              | 10. Garde-Schützenkorps Generalleutnant Iwan Andrejewitsch Rubanjuk                                                     | |
|                                                    |                                                                              | | 49. Garde-Schützen-Division – Generalmajor Wassili Filippowitsch Margelow                                                                                   |
|                                                    |                                                                              | | 86. Garde-Schützen-Division – Oberst Wassili Pawlowitsch Sokolowski                                                                                         |
|                                                    |                                                                              | | 109. Garde-Schützen-Division – Oberst Ilja Wasilewitsch Baldinow                                                                                            |
|                                                    | 6. Garde-Panzerarmee Generaloberst Andrei Grigorjewitsch Krawtschenko        | | |
|                                                    |                                                                              | | 5. Garde-Panzerkorps – Generalmajor Mihail Iwanowitsch Saveljew                                                                                             |
|                                                    |                                                                              | | 20. Garde-Panzerbrigade – Oberst Fedor Andrejewitsch Schilin                                                                                                |
|                                                    |                                                                              | | 21. Garde-Panzerbrigade – Oberstleutnant Iwan Lukitsch Tretjak                                                                                              |
|                                                    |                                                                              | | 22. Garde-Panzerbrigade – Oberst Gregori T. Pawlowski, später Iwan K. Ostapenko                                                                             |
|                                                    |                                                                              | | 6. Garde-Panzerbrigade – Oberst Denis Matwejewitsch Ossadtschi                                                                                              |
|                                                    |                                                                              | 9. Garde-mech. Korps Generalleutnant Michail Wassiljewitsch Wolkow                                                      | |
|                                                    |                                                                              | | 18. Garde-Panzerbrigade – Oberstleutnant Alexander Owcharow                                                                                                 |
|                                                    |                                                                              | | 30. Garde-Panzerbrigade – Oberst Iwan Jakowlewitsch Woronow                                                                                                 |
|                                                    |                                                                              | | 31. Garde-Panzerbrigade – Oberst Mossolon Seleznew |
|                                                    |                                                                              | | 46. Garde-Panzerbrigade – Oberst Nikolai Michailowitsch Michno                                                                                              |
|                                                    |                                                                              | 23. Panzerkorps – Generalleutnant Alexei Ossipowitsch Achmanow                                                          | |
|                                                    |                                                                              | | 3. mech. Brigade Oberstleutnant Iwan D. Juljew |
|                                                    |                                                                              | | 135. mech. Brigade Oberstleutnant Andrew S. Schewtzow |
|                                                    |                                                                              | | 56. mech. Schützen-Brigade Oberst Filipp Feofanowitsch Schtanko                                                                                             |
|                                                    |                                                                              | | 9. mech. Brigade Oberstleutnant Josif F. Schalygin |

| 3. Ukrainische Front (Marschall Fjodor Tolbuchin) |                                                              | | |
|                                                   | Fronttruppen                                                 | | |
|                                                   |                                                              | 51. Schützenkorps – Generalleutnant N. T. Tawartkiladze                                                   | |
|                                                   |                                                              | | 6. Schützendivision – Generalmajor I. F. Odumenko                                                                         |
|                                                   |                                                              | | 133. Schützendivision – Oberst M. N. Sachin                                                                               |
|                                                   |                                                              | | 232. Schützendivision – Oberst D.S. Zalay                                                                                 |
|                                                   |                                                              | 66. Schützenkorps – Generalleutnant L. A Kuprijanow                                                       | |
|                                                   |                                                              | | 195. Schützendivision – Oberst I. S. Schapkin                                                                             |
|                                                   |                                                              | | 228. Schützendivision – Oberst I. N. Jesin                                                                                |
|                                                   |                                                              | | 244. Schützendivision – Oberst P. T. Sjedin                                                                               |
|                                                   |                                                              | 82. Schützenkorps – Generalleutnant P. G. Kusnetzow                                                       | |
|                                                   |                                                              | | 28. Schützendivision Generalmajor A. D. Kornilow                                                                          |
|                                                   |                                                              | | 92. Schützendivision Oberst M. W. Winogradow                                                                              |
|                                                   |                                                              | | 333. Schützendivision Generalmajor A. M. Golosko                                                                          |
|                                                   | 9. Gardearmee Generaloberst Wassili Wassiljewitsch Glagoljew | | |
|                                                   |                                                              | 37. Garde-Schützenkorps – Generalleutnant Pawel V. Mironow                                                | |
|                                                   |                                                              | | 98. Garde-Schützendivision Oberst Wassili M. Larin                                                                        |
|                                                   |                                                              | | 99. Garde-Schützendivision Generalmajor Iwan Iwanowitsch Blaschewitsch                                                    |
|                                                   |                                                              | | 103. Garde-Schützendivision Generalmajor Sergej Prochorowitsch Stepanow                                                   |
|                                                   |                                                              | 38. Garde-Schützenkorps – Generalleutnant Alexander Utvenko                                               | |
|                                                   |                                                              | | 104. Garde-Schützendivision – Generalmajor Iwan Fedotowitsch Seregin                                                      |
|                                                   |                                                              | | 105. Garde-Schützendivision – Generalmajor Mihail Denisenko                                                               |
|                                                   |                                                              | | 106. Garde-Schützendivision – Oberst Konstantin Windushew                                                                 |
|                                                   |                                                              | 39. Garde-Schützenkorps – Generalleutnant M. F. Tichonow                                                  | |
|                                                   |                                                              | | 100. Garde-Schützendivision Oberst Wasili Andrejewitsch Letzinin, ab 29. Januar Generalmajor Iwan Alexejewitsch Makarenko |
|                                                   |                                                              | | 114. Garde-Schützendivision – Generalmajor Wasili Polikarpowitsch Iwanow                                                  |
|                                                   |                                                              | | 107. Garde-Schützendivision – Generalmajor Michail A. Bogdanow                                                            |
|                                                   |                                                              | 2. Garde-mech. Korps Generalleutnant Karp W. Swiridow                                                     | |
|                                                   |                                                              | | 4. Garde-Panzerbrigade – Oberst Michail Iwanowitsch Ljaschenko                                                            |
|                                                   |                                                              | | 5. Garde-Panzerbrigade – Oberstleutnant Ivan D. Malyschew                                                                 |
|                                                   |                                                              | | 6. Garde-Panzerbrigade – Oberst Safiul Safiulowitsch Nurtdinow                                                            |
|                                                   |                                                              | | 37. mech. Panzerbrigade – Oberst Nikolai Alexandrowitsch Ognew                                                            |
|                                                   | 4. Gardearmee General Nikanor Dmitrijewitsch Sachwatajew     | | |
|                                                   |                                                              | 20. Garde-Schützenkorps – Generalmajor Nikolai Birjukow                                                   | |
|                                                   |                                                              | | 5. Garde-Schützendivision – Generalmajor Pawel Iwanowitsch Afonin                                                         |
|                                                   |                                                              | | 7. Garde-Luftlande-Division Oberst Dmitri Aristarchowitsch Drytschkin                                                     |
|                                                   |                                                              | | 40. Garde-Schützendivision – Oberst Lew S. Bransburg                                                                      |
|                                                   |                                                              | 21. Garde-Schützenkorps – Generalleutnant Pjotr Fomenko, später Generalmajor Semjon Kozak                 | |
|                                                   |                                                              | | 69. Garde-Schützendivision – Generalmajor Cyril Kochejewitsch Dzhahua                                                     |
|                                                   |                                                              | | 62. Garde-Schützendivision – Oberst Iwan Nikonowitsch Moschljak                                                           |
|                                                   |                                                              | | 41. Garde-Schützendivision – Generalmajor Konstantin Tzvetkow                                                             |
|                                                   |                                                              | 31. Garde-Schützenkorps – Generalmajor Sergei Antonowitsch Bobruk                                         | |
|                                                   |                                                              | | 4. Garde-Schützendivision – Oberst Kusma D. Parfenow                                                                      |
|                                                   |                                                              | | 80. Garde-Schützendivision – Oberst Wassili Iwanowitsch Chizhow                                                           |
|                                                   |                                                              | | 34. Garde-Schützendivision – Gerasim Stepanowitsch Kuks                                                                   |
|                                                   |                                                              | 1. Garde-mech. Korps – Generalleutnant Iwan Nikititsch Russijanow                                         | |
|                                                   |                                                              | | 1. Garde-Panzerbrigade – Oberst Stepan Paramonowitsch Zatuley                                                             |
|                                                   |                                                              | | 2. Garde-Panzerbrigade – Oberstleutnant Sergei Iwanow                                                                     |
|                                                   |                                                              | | 3. Garde-Panzerbrigade – Oberst Alexander Iljitsch Machikin                                                               |
|                                                   | 26. Armee Generalleutnant Nikolai Alexandrowitsch Gagen      | | |
|                                                   |                                                              | 135. Schützenkorps Generalmajor Pjotr Wissarionowitsch Gnedin                                             | |
|                                                   |                                                              | | 151. Schützendivision – Generalmajor Denis Protasowitsch Podschiwajlow                                                    |
|                                                   |                                                              | | 155. Schützendivision – Oberst Nikephori J. Batluk                                                                        |
|                                                   |                                                              | 30. Schützenkorps Generalmajor Gregori Semenowitsch Laz’ko                                                | |
|                                                   |                                                              | | 74. Schützendivision – Oberst Fjodor Iwanowitsch Sinowjew                                                                 |
|                                                   |                                                              | | 36. Garde-Schützendivision – Generalmajor George S. Lilenkow                                                              |
|                                                   |                                                              | | 68. Garde-Schützendivision – Generalmajor Iwan Michailowitsch Nekrassow                                                   |
|                                                   |                                                              | 104. Schützenkorps – Generalmajor Michail Sergejewitsch Filipowski                                        | |
|                                                   |                                                              | | 93. Schützendivision – Oberst Konstantin Sergejew                                                                         |
|                                                   |                                                              | | 233. Schützendivision – Generalmajor F. P. Bereschnoje                                                                    |
|                                                   |                                                              | | 66. Garde-Schützendivision – Generalmajor Sergei Frolowitsch Frolow                                                       |
|                                                   |                                                              | 5. Garde-Kavalleriekorps – Generalleutnant Sergei Ilijsch Gorschkow                                       | |
|                                                   |                                                              | | 11. Garde-Kavalleriedivision – Generalmajor D. N. Pawlow                                                                  |
|                                                   |                                                              | | 12. Garde-Kavalleriedivision – Generalmajor A. P. Smirnow                                                                 |
|                                                   |                                                              | | 63. Kavalleriedivision – Oberst P. M. Krutowski                                                                           |
|                                                   | 27. Armee Generaloberst Sergei Georgijewitsch Trofimenko     | | |
|                                                   |                                                              | 33. Schützenkorps Generalmajor A. I. Semjonow                                                             | |
|                                                   |                                                              | | 202. Schützendivision – Generalmajor I. M. Chochlow                                                                       |
|                                                   |                                                              | | 337. Schützendivision – Oberst Taras P. Gorobez                                                                           |
|                                                   |                                                              | | 3. Garde-Luftlandedivision – Generalmajor Iwan Nikititsch Konew                                                           |
|                                                   |                                                              | 37. Schützenkorps Generalmajor Fjodor Samoilowitsch Kolchuk                                               | |
|                                                   |                                                              | | 108. Schützendivision – Oberst Sergei Illarionowitsch Dunajew                                                             |
|                                                   |                                                              | | 316. Schützendivision – Oberst Gregori S. Chebotarew                                                                      |
|                                                   |                                                              | | 320. Schützendivision – Oberst Josip Z. Burik                                                                             |
|                                                   |                                                              | 35. Garde-Schützenkorps – Generalleutnant Sergej G. Gorjatschew                                           | |
|                                                   |                                                              | | 78. Schützendivision – Generalmajor N. M. Michailow                                                                       |
|                                                   |                                                              | | 163. Schützendivision – Generalmajor F. W. Karlow                                                                         |
|                                                   |                                                              | | 206. Schützendivision – Generalmajor Fjodor Iwanowitsch Dremenkow                                                         |
|                                                   |                                                              | 18. Panzerkorps Generalmajor Pjotr Dmitrijewitsch Govorunenko                                             | |
|                                                   |                                                              | | 110. Panzerbrigade – Oberst Iwan Fomitsch Reschetnikow                                                                    |
|                                                   |                                                              | | 170. Panzerbrigade – Oberst Nikolai Petrowitsch Chunikhin                                                                 |
|                                                   |                                                              | | 181. Panzerbrigade – Oberstleutnant Anatoli Kusmitsch Kublanow                                                            |
|                                                   |                                                              | | 32. Panzer-Brigade – Oberst Michail Janowitsch Khwatow                                                                    |
|                                                   | 57. Armee Generaloberst Michail Nikolajewitsch Scharochin    | | |
|                                                   |                                                              | 64. Schützenkorps Generalmajor Iwan Kondratjewitsch Krawtzow                                              | |
|                                                   |                                                              | | 73. Garde-Schützendivision – Oberst Wassili Iwanowitsch Shcherbenko                                                       |
|                                                   |                                                              | | 104. Schützendivision – Generalmajor I. W. Objdenkin                                                                      |
|                                                   |                                                              | | 113. Schützendivision – Generalmajor P. N. Naidjeschew                                                                    |
|                                                   |                                                              | 133. Schützenkorps Generalmajor Pawel Alexejewitsch Artjuschenko                                          | |
|                                                   |                                                              | | 84. Schützendivision – Generalmajor P. I. Bunjaschin                                                                      |
|                                                   |                                                              | | 122. Schützendivision – Generalmajor A. N. Belischko                                                                      |
|                                                   |                                                              | | 299. Schützendivision – Generalmajor N. G. Trawnikow                                                                      |
|                                                   |                                                              | 6. Garde-Schützenkorps Generalmajor S. I. Morosow, ab 20. März Generalmajor Nikolai Michailowitsch Drejer | |
|                                                   |                                                              | | 20. Garde-Schützendivision – Oberst Georgi Stepanowitsch Iwanitzew                                                        |
|                                                   |                                                              | | 61. Garde-Schützendivision – Oberst Pjotr Iwanowitsch Kasatkin                                                            |
|                                                   |                                                              | | 21. Schützendivision – Oberst W. A. Archangelski, ab 10. Februar Oberst P. I. Wokresenski                                 |
|                                                   |                                                              | | 74. Schützendivision Oberst Fedor Iwanowitsch Zinowtschew                                                                 |
|                                                   | Bulgarische 1. Armee Generalleutnant Wladimir Stojtschew     | | |
|                                                   |                                                              | 3. bulgar. Korps Generalleutnant Todor Toshew                                                             | |
|                                                   |                                                              | | Bulg. 8. Division – Generalmajor Boris Harizanow                                                                          |
|                                                   |                                                              | | Bulg. 10. Division – Generalmajor Iwan Hubenow                                                                            |
|                                                   |                                                              | | Bulg. 12. Division – General Stephen Taralezhkow                                                                          |
|                                                   |                                                              | 4. bulgar. Korps – General Stoyan Trendafilow                                                             | |
|                                                   |                                                              | | Bulg. 3. Division – Generalmajor Vasil Ljubenow                                                                           |
|                                                   |                                                              | | Bulg. 11. Division – Generalmajor Angel Dotsew                                                                            |
|                                                   |                                                              | | Bulg. 16. Division – Generalmajor Tsonyo Ganew                                                                            |
|                                                   |                                                              | | Bulgarische Garde-Division – Generalmajor Sławczo Trynski                                                                 |

| Heeresgruppe Süd General der Infanterie Otto Wöhler |                                                                  |                                                                               | |
|                                                     |                                                                  |                                                                               | Zur besonderen Verfügung |
|                                                     |                                                                  |                                                                               | 232. Panzer–Division Generalmajor Hans-Ulrich Back                                                                          |
|                                                     |                                                                  |                                                                               | 18. SS-Freiwilligen-Panzergrenadier-Division „Horst Wessel“ SS-Standartenführer Georg Bochmann                              |
|                                                     | 8. Armee General der Gebirgstruppen Hans Kreysing                |                                                                               | |
|                                                     |                                                                  | XXIX. Armeekorps General der Infanterie Kurt Röpke                            | |
|                                                     |                                                                  |                                                                               | 153. Grenadier-Division – unbekannt                                                                                         |
|                                                     |                                                                  |                                                                               | Kampfgruppe 76. Infanterie-Division – Oberst Wilhelm Moritz von Bissing, ab 17. Februar Generalmajor Erhard-Heinrich Berner |
|                                                     |                                                                  |                                                                               | 15. Infanterie-Division Generalmajor Hans Laengenfelder                                                                     |
|                                                     |                                                                  |                                                                               | 101. Jäger-Division Generalleutnant Walter Assmann                                                                          |
|                                                     |                                                                  |                                                                               | ungarische 24. Infanterie-Division General Fabian                                                                           |
|                                                     |                                                                  |                                                                               | ungarische 5. Reserve-Division                                                                                              |
|                                                     |                                                                  | XXXXIII. Armeekorps General der Infanterie Arthur Kullmer                     | |
|                                                     |                                                                  |                                                                               | 48. Volksgrenadier-Division – Oberst Arnold Scholz                                                                          |
|                                                     |                                                                  |                                                                               | 96. Infanterie-Division Generalmajor Hermann Harrendorf                                                                     |
|                                                     |                                                                  | LXXII. Armeekorps General der Infanterie Anton Grasser                        | |
|                                                     |                                                                  |                                                                               | 711. Infanterie-Division Generalleutnant Josef Reichert, ab April Oberst Watzdorf                                           |
|                                                     |                                                                  |                                                                               | Divisions-Gruppe Kaiser |
|                                                     |                                                                  |                                                                               | 8. Jäger-Division Generalleutnant Christian Philipp, ab April Oberst Joachim Bergener                                       |
|                                                     |                                                                  | IV. Panzerkorps " Feldherrnhalle " (General der Panzertruppe Ulrich Kleemann) | |
|                                                     |                                                                  |                                                                               | Reste Panzerdivision " Feldherrnhalle " Generalmajor Franz Bäke                                                             |
|                                                     |                                                                  |                                                                               | 211. Volks-Grenadier-Division Generalleutnant Johann-Heinrich Eckhardt                                                      |
|                                                     |                                                                  |                                                                               | restliche Kampfgruppe 13. Panzer-Division Oberst Grade                                                                      |
|                                                     |                                                                  |                                                                               | 46. Volksgrenadier-Division – Generalleutnant Erich Reuter                                                                  |
|                                                     |                                                                  |                                                                               | 357. Infanterie-Division – Generalleutnant Josef Rintelen                                                                   |
|                                                     |                                                                  |                                                                               | 271. Volksgrenadier-Division – Generalmajor Martin Bieber                                                                   |
|                                                     | 6. Panzerarmee SS-Oberst-Gruppenführer Sepp Dietrich             |                                                                               | |
|                                                     |                                                                  | II. SS–Panzerkorps SS-Obergruppenführer Wilhelm Bittrich                      | |
|                                                     |                                                                  |                                                                               | 2. SS-Panzer-Division „Das Reich“ SS-Standartenführer Rudolf Lehmann, ab 13. April SS-Standartenführer Karl Kreutz          |
|                                                     |                                                                  |                                                                               | 37. SS-Freiwilligen-Kavallerie-Division SS-Obersturmbannführer Karl–Heinz Keitel                                            |
|                                                     |                                                                  |                                                                               | Führer-Grenadier-Division Generalmajor Hellmuth Mäder                                                                       |
|                                                     |                                                                  |                                                                               | 44. Infanterie-Division „Hoch- und Deutschmeister“ Generalleutnant Hans-Günther von Rost († März 1945)                      |
|                                                     |                                                                  | I. SS–Panzerkorps SS-Gruppenführer Hermann Prieß                              | |
|                                                     |                                                                  |                                                                               | 1. SS-Panzer-Division " Leibstandarte" SS-Brigadeführer Otto Kumm                                                           |
|                                                     |                                                                  |                                                                               | 3. SS-Panzer-Division „Totenkopf“ SS-Brigadeführer Hellmuth Becker                                                          |
|                                                     |                                                                  |                                                                               | 12. SS-Panzer-Division " Hitlerjugend" SS-Standartenführer Hugo Kraas                                                       |
|                                                     | Armeegruppe Balck (AOK 6) General der Panzertruppe Hermann Balck |                                                                               | |
|                                                     |                                                                  | Ungarische 3. Armee Generaloberst József Heszlényi                            | |
|                                                     |                                                                  | Ungarische II. Korps General Attila Ótott Kovács                              | |
|                                                     |                                                                  |                                                                               | 20. ungarische Division |
|                                                     |                                                                  |                                                                               | 25. ungarische Division |
|                                                     |                                                                  | III. Panzerkorps Generalmajor Hermann Breith                                  | |
|                                                     |                                                                  |                                                                               | 1. Panzer-Division Generalmajor Eberhard Thunert                                                                            |
|                                                     |                                                                  |                                                                               | 3. Panzer-Division Generalmajor Wilhelm Söth                                                                                |
|                                                     |                                                                  |                                                                               | 23. Panzer-Division Generalleutnant Josef von Radowitz                                                                      |
|                                                     |                                                                  |                                                                               | Kampfgruppe Semmering (9. Gebirgsdivision) Oberst Heribert Raithel                                                          |
|                                                     |                                                                  | IV. SS-Panzerkorps SS-Gruppenführer Herbert Otto Gille                        | |
|                                                     |                                                                  |                                                                               | Reste ungarische 2. Panzer-Division                                                                                         |
|                                                     |                                                                  |                                                                               | 356. Infanterie-Division Oberst von Saldern                                                                                 |
|                                                     |                                                                  |                                                                               | 5. SS-Panzer-Division „Wiking“ SS-Oberführer Karl Ullrich                                                                   |
|                                                     |                                                                  |                                                                               | 9. SS-Panzer-Division „Hohenstaufen“ SS-Oberführer Sylvester Stadler                                                        |
|                                                     |                                                                  | I. Kavallerie-Korps General der Kaveallerie Gustav Harteneck                  | |
|                                                     |                                                                  |                                                                               | 6. Panzer–Division Generalleutnant Rudolf von Waldenfels                                                                    |
|                                                     |                                                                  |                                                                               | 3. Kavallerie-Division Generalmajor Peter von der Groeben                                                                   |
|                                                     |                                                                  | Ungarisches VIII. Korps                                                       | |
|                                                     |                                                                  |                                                                               | 4. Kavallerie-Division Generalleutnant Rudolf Holste                                                                        |
|                                                     |                                                                  |                                                                               | ungarische 1. Kavallerie-Division                                                                                           |
|                                                     | 2. Panzerarmee General der Artillerie Maximilian de Angelis      |                                                                               | |
|                                                     |                                                                  | LXVIII. Armeekorps General der Gebirgstruppen Rudolf Konrad                   | |
|                                                     |                                                                  |                                                                               | 16. SS-Panzergrenadier-Division SS-Oberführer Otto Baum                                                                     |
|                                                     |                                                                  |                                                                               | 13. SS-Gebirgs-Division „Handschar“ SS-Generalmajor Desiderius Hampel                                                       |
|                                                     |                                                                  |                                                                               | 71. Infanterie-Division Generalmajor Eberhard von Schuckmann                                                                |
|                                                     |                                                                  |                                                                               | Grenadier-Brigade (mot.) 92                                                                                                 |
|                                                     |                                                                  | XXII. Gebirgs-Korps General der Gebirgstruppen Hubert Lanz                    | |
|                                                     |                                                                  |                                                                               | 1. Volks-Gebirgs-Division Generalleutnant Josef Kübler                                                                      |
|                                                     |                                                                  |                                                                               | 118. Jäger-Division Generalmajor Hubert Lamey                                                                               |
|                                                     | Heeresgruppe E General der Flieger Alexander Löhr                |                                                                               | |
|                                                     |                                                                  | LXXXXI. Armeekorps General der Infanterie Werner von Erdmannsdorff            | |
|                                                     |                                                                  |                                                                               | 104. Jäger-Division Generalleutnant Hartwig von Ludwiger                                                                    |
|                                                     |                                                                  |                                                                               | 297. Infanterie-Division Generalleutnant Albrecht Baier                                                                     |
|                                                     |                                                                  |                                                                               | 11. Luftwaffen-Felddivision Generalmajor Gerhard Henke                                                                      |
|                                                     |                                                                  |                                                                               | Division z.b.V. Fischer |
|                                                     |                                                                  | XXXIV. Armeekorps General der Flieger Hellmuth Felmy                          | |
|                                                     |                                                                  |                                                                               | 22. Volksgrenadier-Division Generalleutnant Helmut Friebe                                                                   |
|                                                     |                                                                  |                                                                               | 41. Infanterie-Division Generalleutnant Wolfgang Hauser                                                                     |
|                                                     |                                                                  | XXI. Gebirgskorps General der Infanterie Ernst von Leyser                     | |
|                                                     |                                                                  |                                                                               | 7. SS-Freiwilligen-Gebirgs-Division „Prinz Eugen“ SS-Brigadeführer August Schmidhuber                                       |
|                                                     |                                                                  |                                                                               | 117. Jäger-Division Generalmajor Hans Kreppel                                                                               |
|                                                     |                                                                  |                                                                               | 181. Infanterie-Division Generalleutnant Eugen-Heinrich Bleyer                                                              |
|                                                     |                                                                  |                                                                               | 369. (kroatische) Infanterie-Division – Generalleutnant Georg Reinicke                                                      |
|                                                     |                                                                  | XV. Gebirgskorps General der Gebirgstruppen Gustav Fehn                       | |
|                                                     |                                                                  |                                                                               | 392. (kroatische) Infanterie-Division – Generalmajor Johann Mickl                                                           |
|                                                     |                                                                  |                                                                               | 373. (kroatische) Infanterie-Division – Generalmajor Hans Gravenstein                                                       |

## Verlauf

### Der deutsche Angriff

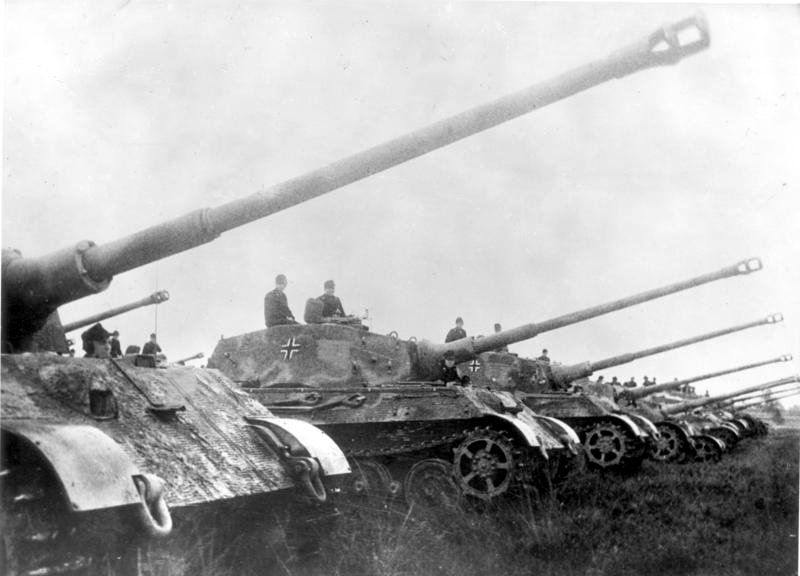
Panzerkampfwagen VI „Tiger 2“ (Aufnahme von 1944) wurden in großen Stückzahlen eingesetzt und während des Rückzuges zurückgelassen.

Mit dem Führerbefehl vom 25. Februar 1945 gingen die Anweisungen über die „Operation in Ungarn“ an den Chef des Generalstabes des Heeres Heinz Guderian, die Heeresgruppe Süd (Otto Wöhler) und den Oberbefehlshaber Südost (Maximilian von Weichs). Das Ziel des Unternehmens „Frühlingserwachen“ sei die Bereinigung des Raumes zwischen Drau, Donau und Plattensee.
Die 6. Panzerarmee sollte den Hauptschlag gegen die südöstlich der Linie Balaton-Velencer See stehende 3. Ukrainische Front unter dem Kommando von General Fjodor Tolbuchin führen und sie gegebenenfalls bis über die Donau zurückdrängen. Diese Armee wurde dabei durch weitere Divisionen der Heeresgruppe Süd verstärkt (44. und 356. Infanterie-Division, 23. Panzer-Division, 3. und 4. Kavallerie-Division).
Das sowjetische Oberkommando (STAVKA) ordnete bereits am 17. Februar 1945 die Vorbereitungen für die Offensive der 2. und 3. Ukrainischen Front gegen Bratislava (Pressburg) und Wien an. Drei Tage später lagen Informationen über den geplanten deutschen Angriff vor, der 3. Ukrainische Front wurde befohlen, sich auf die Verteidigung vorzubereiten. Dadurch entfiel das Moment der Überraschung völlig, da die Rote Armee bis zum 3. März an den Schwerpunkten der bedrohten Abschnitte drei Verteidigungslinien mit mehreren Zwischenstellungen einrichten konnte. Zusätzlich zu den vier Kriegsbrücken wurden eine Seilbahn und eine Ölleitung über die Donau geführt, um den Nachschub während der Verteidigung zu sichern und gleichzeitig die Reserven für die eigene große Offensive, die für den 15. März geplant war, bereitzustellen.
Die in Jugoslawien stehende Heeresgruppe E sollte zeitgleich mit dem Angriff der 6. Panzerarmee die Drau nach Norden überschreiten und in die Ebene zwischen der Drau (Drava) und Donau einfallen. Dieses Unternehmen erhielt den Namen „Waldteufel“ und war für den 4. März 1945 geplant. Nahziel war unter anderem die Rückeroberung der Stadt Mohács. Für den Angriff war das LXXXXI. Armeekorps verantwortlich, das sich aus der 297. Infanterie-Division, der 104. Jäger-Division, der 11. Luftwaffen-Felddivision sowie der Division z.b.V. Fischer zusammensetzte.
Die südlich des Plattensees stehende 2. Panzerarmee sollte unter dem Tarnnamen „Eisbrecher“ bei Nagybajom angreifen und die Vereinigung der Heeresgruppe Süd mit der Heeresgruppe E herbeiführen. Die 2. Panzerarmee begann am 6. März um vier Uhr morgens mit dem Angriff von Nagybajom in Richtung Kaposvár. Die Hauptlast trug das LXVIII. Armeekorps mit der 16. SS-Panzergrenadier-Division „Reichsführer SS“. Diese Einheit verfügte über keine Kampfpanzer, sondern lediglich über Sturmgeschütze und Schützenpanzer. Wenige Kilometer östlich von Nágybajom blieb der Angriff gegen neun Uhr morgens infolge starker Gegenwehr stecken. Versuche der Armeeführung, die Angriffsrichtung von Ost auf Südost zu verlagern, scheiterten an der Ablehnung durch das Oberkommando der Heeresgruppe Süd.
Im Bereich der Heeresgruppe E konnten zwar zwei Brückenköpfe mit Fährbetrieb über die Drau gebildet werden, der Vorstoß in Richtung Mohács scheiterte aber an der Verteidigung durch Titos Partisaneneinheiten und durch Angriffe der sowjetischen Luftstreitkräfte.
Der Angriff der 6. Panzerarmee begann nach mehreren Verschiebungen wegen Wetter und Ausfällen im Schienenverkehr am 6. März. Das I. SS-Panzerkorps sollte den Übergang über den Siokanal erzwingen, dem II. SS-Panzerkorps wurde die Einnahme von Dunaföldvar übertragen. Südlich davon hatte die Armeegruppe Balck mit dem III. Panzerkorps den Durchbruch bei Seregelyes zu erreichen. Zunächst gelangen vor allem den SS-Panzerdivisionen kleinere Geländegewinne.
Erst am 9. März gelang der 1. und 12. SS-Panzerdivision ein Einbruch beim 135. Schützenkorps der sowjetischen 26. Armee. Bis zum Abend konnte das I. SS-Panzerkorps die Linie Bozotpatak-Deg-Ujhodos-Enying erreichen. Das II. SS-Panzerkorps (2. und 9. SS-Panzerdivision) unter SS-Gruppenführer Bittrich stieß östlich des Sarvizkanals auf sumpfiges Gelände und kam nicht voran. Die Verluste waren aber durch den heftigen sowjetischen Widerstand und die ungünstigen, schlammigen Bodenverhältnisse, die einen effektiven Einsatz der Panzer verhinderten, sehr hoch.
Erst am 11. März konnte vom I. SS-Panzerkorps der 30 Meter breite Sió-Kanal bei Simontornya unter schweren Verlusten überquert werden. Das III. Panzerkorps drang südlich des Velencer See bis zum Ort Gárdony vor und lief dann fest. General Breith, der am 6. März mit 153 Panzern angegriffen hatte, verfügte jetzt nur noch über 63 Panzer und Sturmgeschütze.
Bei den Sowjets wurden Verstärkungen von der nördlich der Donau eingesetzten 2. Ukrainischen Front zur 3. Ukrainischen Front verlegt. Bis zum Beginn der großen sowjetischen Gegenoffensive konnten von der 6. Panzerarmee nur noch unbedeutende Geländegewinne verzeichnet werden.

### Erfolgreiche sowjetische Gegenoffensive

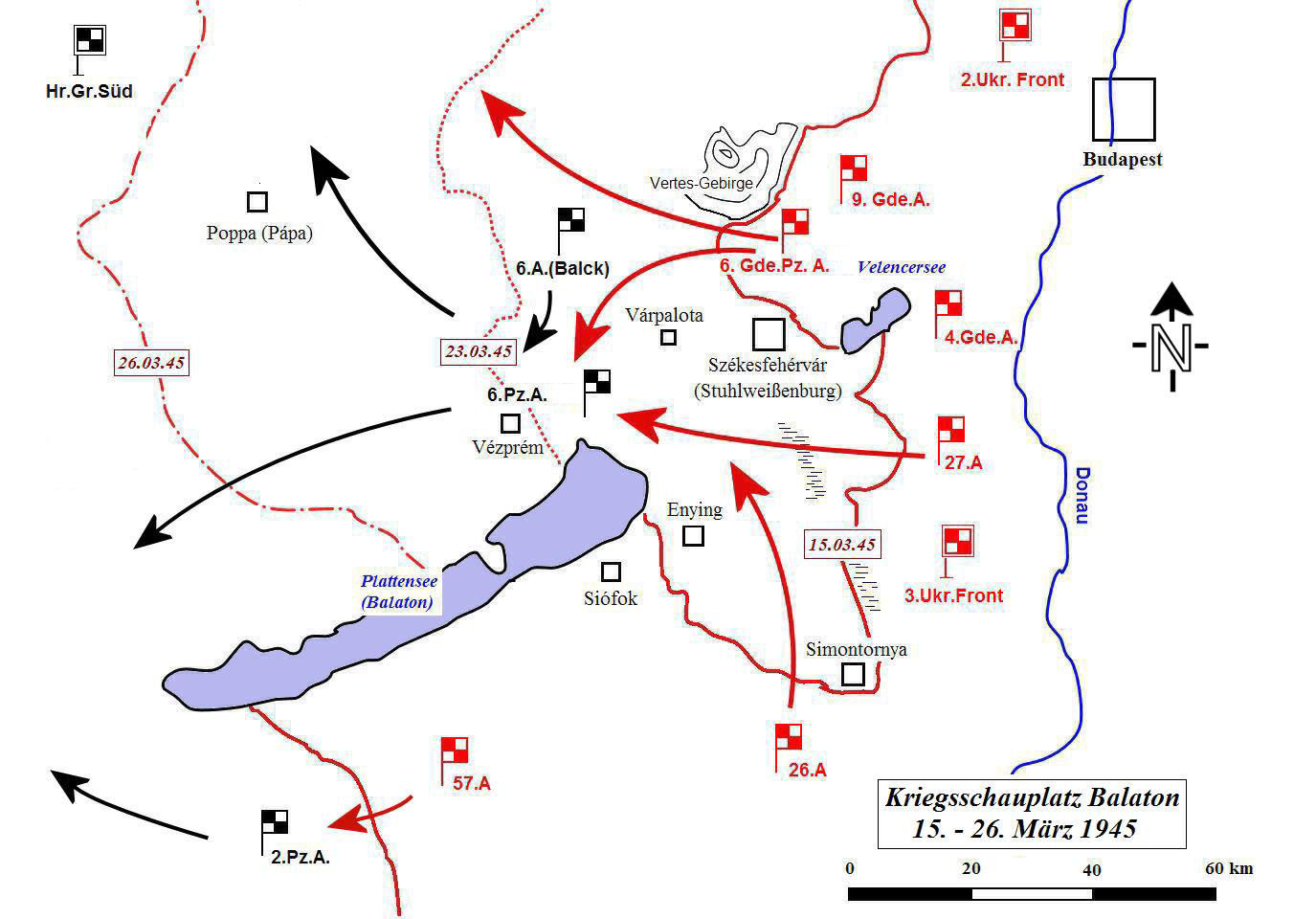
Übersichtskarte (schematisch) 15.–26. März 1945

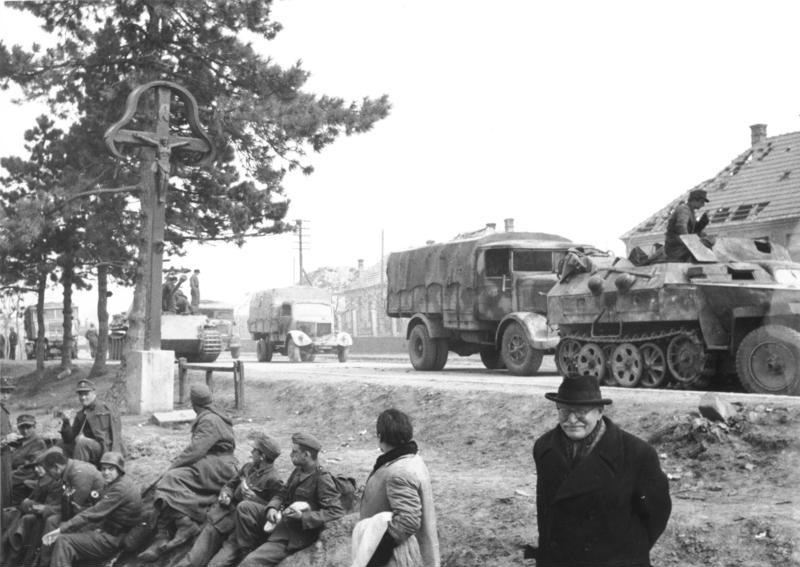
Deutscher Rückzug in Ungarn

Am 16. März begann am rechten Flügel der 3. Ukrainischen Front die sowjetische Gegenoffensive.
Die frisch aufgefüllte 9. Gardearmee griff zusammen mit der dort bereits eingesetzten 4. Gardearmee die Sicherungen der 6. Armee (Armeegruppe „Balck“) an, deren Aufgabe es war, der 6. Panzerarmee den Rücken freizuhalten. Der sowjetische Angriff wurde von der 17. Luftarmee der 3. Ukrainischen Front und der 5. Luftarmee der 2. Ukrainischen Front unterstützt. Sollte den sowjetischen Gardearmeen der Durchbruch gelingen, dann drohte den am Ostufer des Balaton vorgeschobenen deutschen Kräften die Abschneidung. Die weiter im Osten vorgestoßenen Angriffsdivisionen der deutschen 6. Panzerarmee befanden sich in einer gefährlichen Lage.
Bis zum 18. März brachen die Sowjets endgültig an der Front der Armeegruppe Balck durch. Der frisch herangeführten 9. Gardearmee unter Generalleutnant Glagolew gelang zwischen Székesfehérvár und Mór der operative Durchbruch. Der entscheidende Durchbruch gelang der Roten Armee, nachdem 42 sowjetische Divisionen und acht schnelle Korps konzentriert gegen die Stellungen der Wehrmacht vorgingen. Der nördliche Angriffskeil der 4. Gardearmee unter General Zachwatejew brach über Felsőgalla durch und nahm Tata-Tóváros ein. Die Verbindung zwischen der deutschen 6. Panzerarmee und ungarischen 3. Armee war dadurch verloren gegangen. Die kampfkräftigeren Teile der 6. Panzerarmee wurden nach Norden umgruppiert und übernahmen den Gefechtsabschnitt bis zur Donau, während sich die 6. Armee nun allein für den südlichen Frontabschnitt bis zum Plattensee verantwortlich zeichnete.
Nachdem am 19. März die sowjetische 6. Garde-Panzerarmee ihren Angriff begann, stieß diese in Richtung Westen nach Várpalota durch. Der sowjetische Vormarsch beschleunigte sich und der Durchbruch wurde 35 Kilometer Breite und 25 Kilometer Tiefe erweitert. Die 6. Panzer-Armee entging dabei nur knapp einer Einkesselung: den Gegnern fehlten lediglich drei Kilometer, um den Divisionen dieser Armee den Rückweg abzuschneiden. Zur gleichen Zeit umschlossen die sowjetische 7. Gardearmee und die 46. Armee südlich der Donau die ungarische 3. Armee im Raum zwischen Esztergom und Komárom. Die Lücke, die sich nun zwischen der 6. Panzer-Armee im Norden und der 6. Armee im Süden aufgetan hatte, konnte nicht mehr geschlossen werden.
Am 21. März musste das seit Januar 1945 hart umkämpfte Székesfehérvár (Stuhlweißenburg) durch Standartenführer Karl Ullrich (5. SS-Panzer-Division „Wiking“) entgegen dem „Führerbefehl“ zum Kampf bis zum letzten Mann aufgegeben werden. Am nächsten Tag drohte sich der nur mehr ungefähr drei Kilometer breite Korridor zwischen dem Balaton und der sowjetischen 6. Garde-Panzerarmee zu schließen und mehrere SS-Divisionen einzukesseln. Dieser Kessel konnte nur fluchtartig mit Unterstützung der 9. SS-Panzer-Division „Hohenstaufen“ unter hohen Verlusten bis zum 23. März geräumt werden.
Die 6. Panzerarmee musste ihre Einheiten in Richtung Nordburgenland und Wien zurückziehen, verfolgt von den drei sowjetischen Gardearmeen, während sich die 6. Armee in Richtung Südburgenland und Steiermark zurückzog, verfolgt von der sowjetischen 26. und 27. Armee. Diese Frontlücke klaffte in Richtung Mittelburgenland, dem Bezirk Oberpullendorf. Sie bildete Ende März für die Divisionen der 6. Gardepanzerarmee, der 4. und 9. Gardearmee das Einfallstor nach Österreich.
Nach dem Ende der Operation „Frühlingserwachen“ verlangsamten sie ihren Vormarsch zeitweise (siehe Schlacht um Wien#Vorgeschichte).

## Verluste

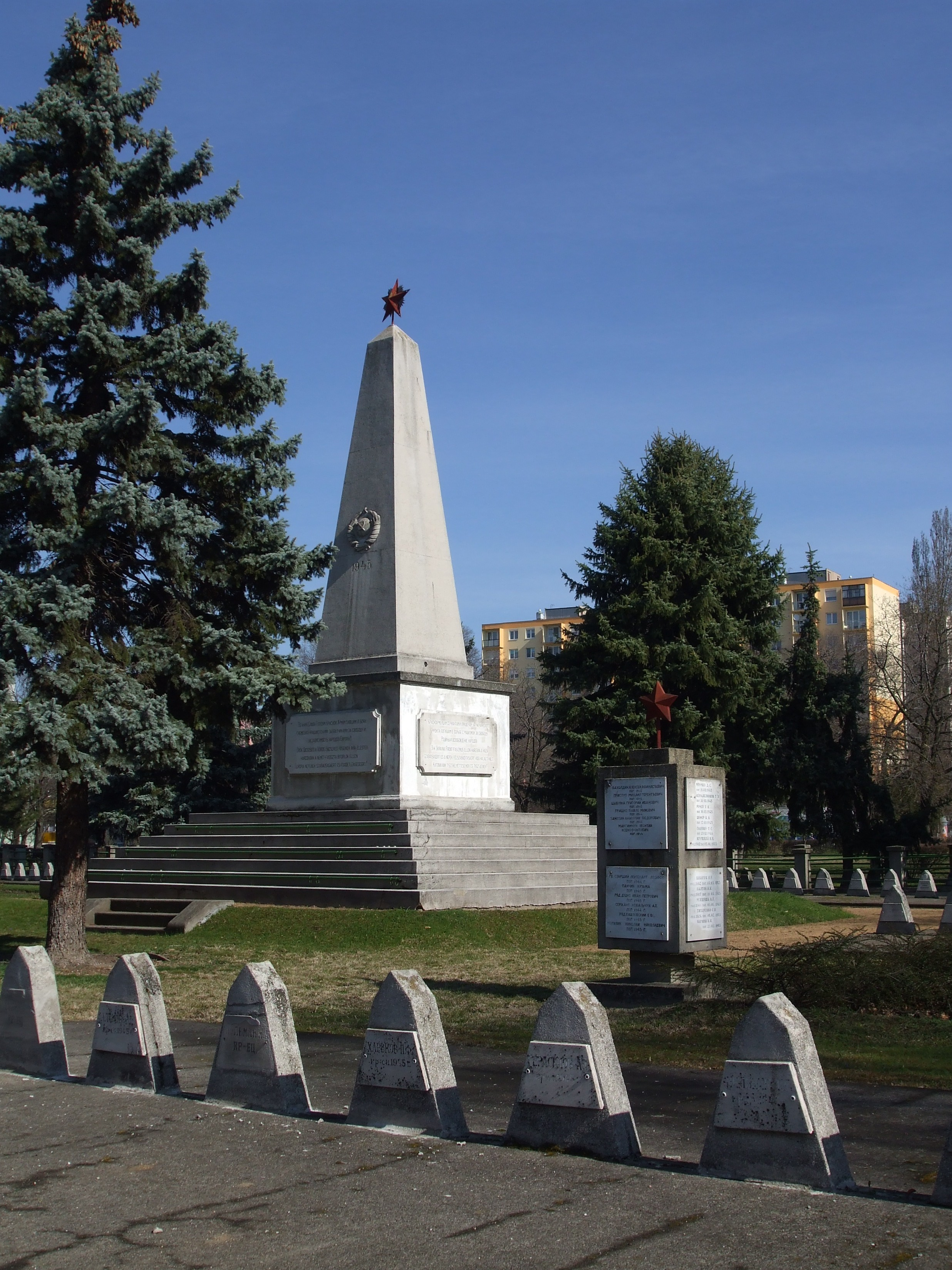
Sowjetisches Kriegerdenkmal und Soldatenfriedhof in Székesfehérvár (Stuhlweißenburg)

Bei ihrer letzten Defensivoperation im Zweiten Weltkrieg erlitt die Rote Armee zwischen dem 6. und 15. März nach eigenen Angaben Verluste in Höhe von 32.899 Mann, davon 8.492 Tote und 24.407 Verwundete, außerdem 152 Panzer und 415 Panzerabwehrkanonen. Die Verluste der Wehrmacht betrugen demgegenüber im selben Zeitraum insgesamt 12.358 Gefallene, Vermisste und Verwundete sowie 31 Panzer.
Die auffallend geringe Zahl an verlorenen Panzern bis 15. März erklärt sich laut Ungváry in dem Umstand, dass die Panzer aufgrund von Anmarschproblemen und der Bodenverhältnisse erst gar nicht ins Gefecht geführt werden konnten.
Ein Großteil der Panzer und andere schwere Waffen und Ausrüstungsgegenstände wurden während des Rückzuges teils unbeschädigt in Ungarn zurückgelassen. Am Westufer des Balaton und im Bakony-Gebirge fielen der Roten Armee unbeschädigte Panzerkolonnen kampflos in die Hände, aus denen eigene Panzerkompanien gebildet werden konnten.
Mit über 700 einsatzbereiten Kampfpanzern wurden beim Unternehmen „Frühlingserwachen“ etwa 30 % der gesamten deutschen Panzer eingesetzt. Nur wenige davon waren nach dem von Hitler und dem OKW verbotenen und unkoordinierten Rückzug Ende März 1945 noch in Händen der Wehrmacht.
Die Situation für die Zivilbevölkerung Ungarns während der letzten Kämpfe in Ungarn war prekär. Von der Roten Armee wurden die Ungarn als Verbündete des Deutschen Reiches behandelt, mehrere Dokumente militärischer und privater Herkunft beschreiben schwere Übergriffe durch Angehörige der Roten Armee gegen die Zivilbevölkerung, insbesondere gegen Frauen. Mit insgesamt ca. 590.000 zivilen Toten (gegenüber ca. 350.000 militärischen Toten) sind die Verlustzahlen der ungarischen Bevölkerung im Zweiten Weltkrieg außerordentlich hoch. Den Großteil der zivilen Toten stellen 440.000–490.000 von der SS und antisemitischen ungarischen Verbänden verschleppte, ermordete oder bei Zwangsarbeit getötete Juden dar.
Auch von Seiten der deutschen Wehrmacht wurde den Ungarn Misstrauen entgegengebracht, insbesondere seit den erfolglosen Versuchen der ungarischen Regierung Horthy, mit der Sowjetunion einen Waffenstillstand zu erwirken. Gelegentlich folgten Soldaten der ungarischen Verbände den Lautsprecheraufrufen der Roten Armee zum Überlauf.